# Knight Rider 2010
Knight Rider 2010 ist ein Fernsehfilm, der 1994 unter der Leitung des Regisseurs Sam Pillsbury in den USA produziert wurde. Während der Vorgänger Knight Rider 2000 in einer Art utopischen Zukunft spielt, in der alle tödlichen Waffen verboten sind, erinnert Knight Rider 2010 mit seinen sicheren Kuppel-Großstädten und gesetzlosen, wüstenartigen Außenbezirken eher an eine Mischung aus Judge Dredd und Mad Max.

## Handlung
In der Zukunft ist sicheres Leben nur noch in kuppelförmigen Städten möglich. Außerhalb davon herrscht rechtsfreier Raum. In dieser Welt lebt Jake McQueen. Er ist Menschenschmuggler, verfolgt dabei aber gute Ziele. Da sein Tun illegal ist, wurde sein Bruder Marshal Will McQueen auf ihn angesetzt. Nachdem er gefasst wird, wird ihm angeboten, außerhalb der Kuppel als Fahrer auf der guten Seite des Gesetzes zu stehen. Er lehnt ab und kommt ins Gefängnis, wird aber von seiner alten Liebschaft Hannah Tyrie auf Kaution herausgeholt. Als Jakes und Wills Vater, der außerhalb der Kuppel eine Werkstatt betreibt, überfallen und getötet wird, baut Jake mit seinem Freund Dean ein kugelsicheres, schwerbewaffnetes Auto. Jake sucht nach dem Mörder und rettet im letzten Moment seinen Bruder Will, der als Marshal daran scheitert, den Mörder seines Vaters festzunehmen. Jake, der angeschossen wurde, kehrt zu Hannah zurück, die ihn verarztet. In derselben Nacht wird Hannahs Geist in einem Speicherkristall gefangen. Jake gelingt es, dieses "Prisma" an sich zu bringen und das Unternehmensgelände von Hannahs Arbeitgeber zu verlassen. Dean baut das Prisma in das Auto ein. Das Prisma übernimmt Kontrolle über das Fahrzeug und kann nun verbal kommunizieren. So legen Jake und Hannah gemeinsam Hannahs Boss das Handwerk, der sowohl für ihren Zustand als auch für den Mord an Jakes Vater verantwortlich ist.

## Entstehung
Knight Rider 2010 war Teil des „Action Packs“ der Universal Studios. Hierbei handelte es sich um mehrere Fernsehfilme, die als Pilotfilme zu potenziellen neuen Serien verwendet wurden. Neben Knight Rider 2010 gab es noch Hercules,Tek War, Bandit, Vanishing Son und Midnight Run. Obwohl Knight Rider 2010 von gezeigten Pilotfilmen die besten Einschaltquoten hatte, wurde die Serie nicht umgesetzt.
Das Drehbuch zum Film wurde mehrmals geändert. In einer ersten Fassung kommen Michael Knight & KITT vor, wobei Michael Knight die Rolle des Firmenleiters hat und die Foundation als Polizei für Recht & Ordnung sorgt. Jeder „Mitarbeiter“ wird hier „Knight Rider“ genannt und fährt auch sein eigenes KITT-Fahrzeug. Diese Idee wurde 1997 für die Serie Team Knight Rider wieder aufgegriffen. Das zweite Skript, auf dem der Film basiert, hat ebenfalls Anspielungen auf die Fernsehserie. So werden zum Beispiel im Drehbuch sämtliche Waffen, die Jake in den Wagen eingebaut bekommt, auch genutzt. Viele Extras sind identisch mit denen aus der Ur-Knight-Rider-TV-Serie. Laser, Nebelwerfer, Mikrowellengenerator usw. Jake nutzt das Auto, um durch Wände und Zäune zu brechen und Hannah, die im Skript Nummer 2 den Namen Cat hat, manövriert auch schon mal auf zwei Reifen, wenn es eng wird. Anspielungen und Andeutungen zum „Legendären Mann mit seinem High-Tech-Auto“ gibt es ebenfalls und man erfährt auch aus dem 2. Drehbuch, dass Jake der Sohn von Stevie Mason und Michael Long ist. Jake wurde geboren, bevor Michael Long für tot erklärt wurde. Stevie musste ins Zeugenschutzprogramm wechseln und gab ihren Sohn zur Adoption frei, um ihn zu schützen. Viele dieser Schlüsselszenen waren bereits in den Universal Studios abgedreht worden, mussten jedoch aus Kostengründen wieder aus dem Film entfernt werden, da sich das Studio weigerte einen größeren Betrag auszugeben.
Der Darsteller Brion James, der den Bösewicht Jared spielt, ist bekannt aus Filmen wie „Cherry 2000“, „Red Heat“ oder „Das Fünfte Element“.
Der Produzent Rob Cohen arbeitete an Filmen wie Running Man und Dragon Heart. Seine größten Erfolge hatte er mit den Filmen Die Mumie: Das Grabmal des Drachenkaisers und Triple X. Für den Film Stealth – Unter dem Radar griff er noch einmal auf die Erfahrung aus Knight Rider 2010 zurück und ließ (mit deutlich höherem Budget) ein ungleiches High Tech Team gegen das Verbrechen kämpfen.
Der Produzent Alex Beaton war bekannt durch die Produktion der legendären Fernsehserie Kung Fu, für die er 35 Folgen produzierte.
Filmeditor war Skip Schoolnik, der später einen großen Erfolg landete, als er bis zum Schluss bei der Fernsehserie Buffy – Im Bann der Dämonen eingesetzt wurde.
Für den vermeintlichen 1969er Ford Mustang im Film wurde ein Ford Thunderbird der frühen 1990er Jahre verwendet. Der Prototyp des Wagens war anfangs mattschwarz und nicht verbaut. Die Form erinnerte mehr an das Auto aus der Fernsehserie der 1980er Jahre. Dieses Concept-Car wurde von Jay Ohrberg in Los Angeles gebaut und vom Zeichner Richard Ory entworfen. Aus veröffentlichten Blaupausen auf Jay Ohrbergs Webseite lässt sich erkennen, dass als Grundlage der Knight 4000 diente, dessen Armaturenbrett mit dem des ersten Fahrzeuges identisch ist. Es ist unklar, warum das Fahrzeug noch einmal einer anderen Firma überarbeitet wurde.
Viele Filmszenen wurden entfernt. Erst nach mehr als zwei Dritteln der Spielzeit wird Hannahs Geist von ihrem Körper getrennt und in einem Prisma gefangen (etwa 64 Minuten) und anschließend als Computerschnittstelle dem zuvor gebauten „Superauto“ hinzugefügt (etwa 69 Minuten), welches Hannahs Geist dann steuern kann. Durch das Nicht-nutzen der fehlenden Szenen mit dem Knight-Rider-Auto fehlt der Übergang. Dies merkt man, als Jake nachts das Haus betritt, um nach dem Prisma zu suchen. Dies alles passiert übergangslos und ohne Sinn. Erst nach dem Einbau des Prismas verfügt das Auto über eine „künstliche“ Intelligenz und erinnert somit zumindest ansatzweise an K.I.T.T. Auch nach dem Einbau fehlen viele Szenen.

## Kritik
„Eine verquaste Mischung aus kruder Action und an Lächerlichkeit grenzender Science-Fiction.“

## Verschiedenes
- Im Jahr 2009 wurde das Auto aus dem Film zur Entsorgung auf einem Schrottplatz in Pearsonville (Kalifornien) abgestellt. Der Motor war bereits entfernt, um keine größeren Umweltproblem zu verursachen. Über Google Maps (Earth View) und den Koordinaten 35.80237,-117.872084 lässt sich das Auto über eine Luftaufnahme finden. Es befindet sich links unterhalb des roten Zielpunktes und kann mit etwas Geschick auch von der Straße aus im Street View gesehen werden. Wie lange es noch dort zu sehen sein wird, bevor es in die Schrottpresse kommt, ist unklar.